# Carus (Oregon)
Carus az Amerikai Egyesült Államok Oregon államának Clackamas megyéjében, az Oregon Route 213 mentén elhelyezkedő önkormányzat nélküli település.

## Története
A posta 1887 és 1907 között működött. Neve eredetileg Carns lett volna, de a postának beadott igénylést félreolvasták; az elnevezés egy másik állambeli településre vagy egy helyi családra utalhat. A hivatal a ma Molallában található Fred Vonder Ahe-házban működött; első vezetője David Hunter volt.
1915-ben két fűrészüzeme volt. Oregon Citybe naponta, Canbybe naponta kétszer postakocsi közlekedett. 1990-ben temploma és iskolája is volt; utóbbi a Canbyi Tankerület része. A helyi temető a Krisztus Követőinek tulajdonában áll.

## Fordítás
- Ez a szócikk részben vagy egészben  a   Canby, Oregon című angol Wikipédia-szócikk ezen változatának fordításán alapul.  Az eredeti cikk szerkesztőit annak laptörténete sorolja fel. Ez a jelzés csupán a megfogalmazás eredetét és a szerzői jogokat jelzi, nem szolgál a cikkben szereplő információk forrásmegjelöléseként.